# Daemon X Machina
Daemon X Machina es un videojuego de acción de disparos en tercera persona con elementos mecha desarrollado y publicado por Marvelous. Se lanzó originalmente para Nintendo Switch el 13 de septiembre de 2019 y luego se lanzó una versión para Microsoft Windows el 13 de febrero de 2020. El productor Kenichiro Tsukuda ha declarado que se está desarrollando una secuela.

## Demo
Hay una demo experimental disponible desde el 13 de febrero de 2019. Esta tiene:
- 4 misiones diferentes, en la que en una hay un jefe final.
- 4 calcomanías.
- Hangar para estilizar la máquina.
- Un personaje personalizable.
- Un laboratorio para mejorar las habilidades del personaje.

Esta demo pesa 2,1 GB, y es completamente gratuita.

## Estilo
Daemon X Machina tiene un estilo futurista y realista que reúne conceptos de máquinas, robots, humanos y demás cosas en este juego. Tiene un estilo, en el que en cada misión se puede ver diálogos entre los personajes para seguir la historia, o simplemente recoger stickers y editar el robot.

## Historia
Tiene una historia desarrollada muchos años en el futuro, donde una IA se vuelve contra los humanos, y tienes que hacer misiones como mercenario para acabar con esta inteligencia artificial.